# Championnat d'Espagne de traînières

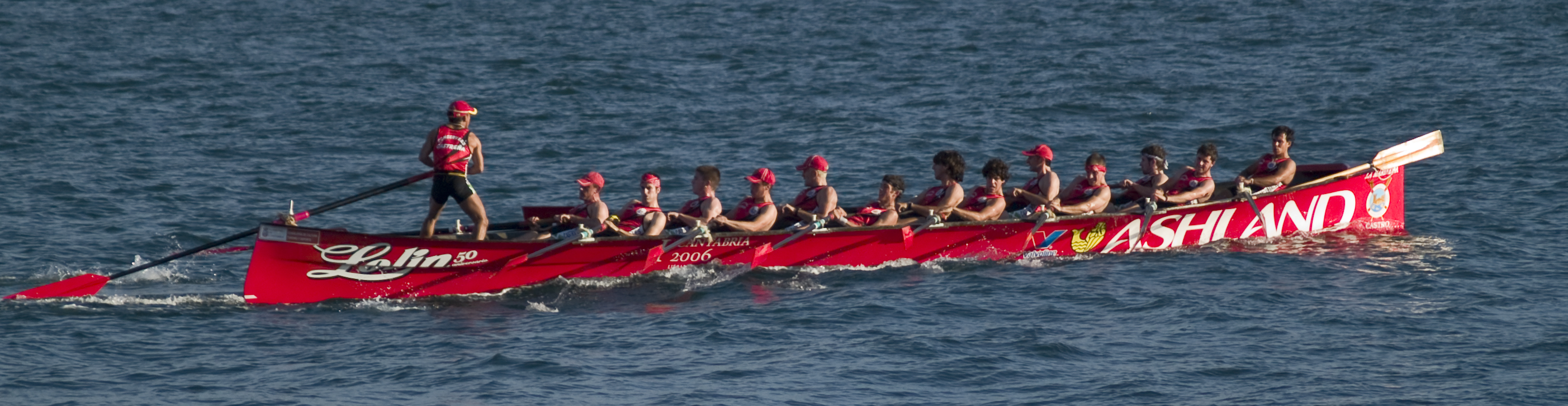
Traînière de Castro-Urdiales.

Le Championnat d'Espagne de traînières (traineras, en castillan) est une compétition annuelle entre des clubs classés dans des épreuves régionales propres, organisée par la Fédération espagnole d'aviron. Y concourent des bateaux de Galice, des Asturies, de la région cantabrique et du Pays basque, depuis 1944. Ce sera la première fois qu'on fêtera la victoire de l'équipage cantabre de Pedreña[Quand ?].

## Histoire
Les régates de traînières avaient lieu normalement durant l'été entre des bateaux de pêche qui concouraient entre eux dans des défis ou en régates dans le Golfe de Gascogne depuis déjà plusieurs siècles. Les plus célèbres étaient disputées dans chaque capitale provinciale, Santander, Bilbao et Saint-Sébastien, jusqu'à ce qu'en 1944 commence le Championnat d'Espagne qui a eu lieu jusqu'à nos jours, avec seulement trois années blanches, en 1950, 1954 et 1956. Il a lieu normalement vers la mi-août et chaque année le lieu de fin[Comment ?] change.
Le club le plus titré est le C.R.O. Orio A.E avec 15 médailles d'or, bien que durant les dernières années ce club ait renoncé au Championnat d'Espagne. Sa dernière présence sur un podium date de 1999. D'autre part, les dernières années de la compétition sont clairement dominées par le bateau cantabre de S.D.R. Astillero, qui obtient la victoire dans six des huit dernières occasions bien que Pedreña soit l'autre bateau cantabre, derrière Orio parmi les médaillés avec huit victoires sur un total de sept des astillerenses (gentilé castillan d'Astillero).
Le Championnat d'Espagne a habituellement lieu dans les capitales de province, favorisant ainsi l'assistance d'un plus grand public aux régates. Il a ainsi eu lieu à dix occasions à Santander et La Corogne, à neuf occasions à Saint-Sébastien et sept à Portugalete. Les autres lieux du championnat se déroulent dans des villes plus petites mais avec une grande tradition marine,  comme peuvent l'être Castropol ou Castro-Urdiales.

## Édition 2006
Cette édition a été l'une des plus disputées des championnats. Elle a été gagnée par Astillero, en étant le titre le plus facilement remporté des dernières années, du fait que trois traînières (Mecos, Pedreña et Castro) ont aligné des rameurs non habituels dans l'équipe pour que les titulaires puissent ramer dans la Ligue ACT à laquelle ils prenaient part. Une fois l'épreuve terminée, le comité de compétition et de discipline de la Fédération espagnole d'aviron a interposé une ressource pour alignement illégal de ces clubs mais le Comité espagnol de Discipline Sportive a conclu en faveur des clubs.

## Édition 2007
Après huit années sans victoire pour le Pays basque dans la compétition, l'équipage d'Urdaibai s'y est attribué une victoire claire et nette. Cette année[Quand ?], la victoire du championnat est pour Pedreña, qui a comparé cette régate à l'une des meilleures du calendrier.

## Édition 2008
Astillero a récupéré le sceptre national en gagnant avec une autorité absolue[style à revoir] la régate qui s'est tenue dans la localité cantabrique de Castro-Urdiales. Avec une mer tranquille et une organisation splendide[style à revoir], l'équipage astillerense (gentilé castillan d'Astillero) s'est imposé pour la seconde fois à Urdaibai de quinze secondes, Hondarribia étant troisième et Castro (équipe locale) dernière dans le tour d'honneur.

## Palmarès
| N°      | Année | Siège             | Région      | Médaille d'or     | Médaille d'argent | Médaille de bronze  |
| ------- | ----- | ----------------- | ----------- | ----------------- | ----------------- | ------------------- |
| I       | 1944  | Portugalete       | Pays basque | Pedreña           | Orio              | Kaiku               |
| II      | 1945  | Donostia          | Pays basque | Saint-Sébastien   | Hondarribia       |                     |
| III     | 1946  | Santander         | Cantabrie   | Orio              | Pedreña           | Kaiku               |
| IV      | 1947  | Guetxo            | Pays basque | Pedreña           | Orio              | Kaiku               |
| V       | 1948  | La Corogne        | Galice      | Pedreña           | La Corogne        |                     |
| VI      | 1949  | Donostia          | Pays basque | Zierbana          | Peñacastillo      | Saint-Sébastien     |
| VII     | 1951  | Portugalete       | Pays basque | Orio              | Nalón             | Iberia              |
| VIII    | 1952  | Donostia          | Pays basque | Orio              | Iberia            | Nalón               |
| IX      | 1955  | Santander         | Cantabrie   | Orio              | Iberia            | Nalón               |
| X       | 1957  | La Corogne        | Galice      | Pasajes San Juan  | Ed.-Des Bizkaia   | La Corogne          |
| XI      | 1958  | La Corogne        | Galice      | Pasajes San Juan  | Iberia            | La Corogne          |
| XII     | 1959  | La Corogne        | Galice      | Pasajes San Juan  | Iberia            | Moaña               |
| XIII    | 1960  | La Corogne        | Galice      | Moaña             | Iberia            | Pasajes San Juan    |
| XIV     | 1961  | La Corogne        | Galice      | Tirán             | Parameiras        | Iberia              |
| XV      | 1962  | Donostia          | Pays basque | Pasajes San Juan  | Moaña             | Kaiku               |
| XVI     | 1963  | Donostia          | Pays basque | Pasajes San Juan  | Iberia            | Moaña               |
| XVII    | 1964  | Bermeo            | Pays basque | Orio              | Iberia            | Moaña               |
| XVIII   | 1965  | La Corogne        | Galice      | Pedreña           | Jaizkibal         | Moaña               |
| XIX     | 1966  | Santander         | Cantabrie   | Pedreña           | Iberia            | Redes               |
| XX      | 1967  | Portugalete       | Pays basque | Pedreña           | Orio              | Astillero           |
| XXI     | 1968  | Donostia          | Pays basque | Pedreña           | Astillero         | Hondarribia         |
| XXII    | 1969  | Santander         | Cantabrie   | Lasarte           | Astillero         | Pedreña             |
| XXIII   | 1970  | La Corogne        | Galice      | Pedreña           | Lasarte           | Astillero           |
| XXIV    | 1971  | Portugalete       | Pays basque | Orio              | Astillero         | Lasarte             |
| XXV     | 1972  | Donostia          | Pays basque | Astillero         | Lasarte           | Orio                |
| XXVI    | 1973  | Santoña           | Cantabrie   | Orio              | Lasarte           | Astillero           |
| XXVII   | 1974  | Portugalete       | Pays basque | Orio              | Lasarte           | Astillero           |
| XXVIII  | 1975  | Gijón             | Asturies    | Orio              | Lasarte           | Castro              |
| XXIX    | 1976  | Donostia          | Pays basque | Orio              | Lasarte           | Castro              |
| XXXe    | 1977  | Santander         | Cantabrie   | Santurtzi         | Lasarte           | Hernani             |
| XXXI    | 1978  | Portugalete       | Pays basque | Kaiku             | Santurtzi         | Pasaia San Juan     |
| XXXII   | 1979  | Zarautz           | Pays basque | Santurtzi         | Orio              | Kaiku               |
| XXXIII  | 1980  | Castro-Urdiales   | Cantabrie   | Santurtzi         | Kaiku             | Orio                |
| XXXIV   | 1981  | La Corogne        | Galice      | Kaiku             | Zumaia            | Castro              |
| XXXV    | 1982  | Portugalete       | Pays basque | Kaiku             | Zumaia            | Algorta             |
| XXXVI   | 1983  | Castro-Urdiales   | Cantabrie   | Zumaia            | Orio              | San Juan de Tirán   |
| XXXVII  | 1984  | Castropol         | Asturies    | Zumaia            | Orio              | Santurtzi           |
| XXXVIII | 1985  | Moaña             | Galice      | Santurtzi         | Zumaia            | Meira               |
| XXXIX   | 1986  | Santander         | Cantabrie   | Orio              | Meira             | San Juan de Tirán   |
| XL      | 1987  | Boiro             | Galice      | Zumaia            | Pasajes San Juan  | Meira               |
| XLI     | 1988  | Bermeo            | Pays basque | Pasajes San Pedro | Zierbana          | Pasajes San Juan    |
| XLII    | 1989  | La Corogne        | Galice      | Pasajes San Pedro | Zierbana          | Meira               |
| XLIII   | 1990  | Castropol         | Asturies    | Pasajes San Pedro | Pasajes San Juan  | Meira               |
| XLIV    | 1991  | El Astillero      | Cantabrie   | Pasajes San Juan  | Pasajes San Pedro | Orio                |
| XLV     | 1992  | Donostia          | Pays basque | Saint-Sébastien   | Orio              | Pasajes de San Juan |
| XLVI    | 1993  | Meira             | Galice      | Orio              | Pasajes San Pedro | Santander           |
| XLVII   | 1994  | Castropol         | Asturies    | Pasajes San Pedro | Meira             | Saint-Sébastien     |
| XLVIII  | 1995  | Santander         | Cantabrie   | Orio              | Hondarribia       | Meira               |
| IL      | 1996  | Castro-Urdiales   | Cantabrie   | Tirán             | Orio              | Amegrove            |
| L       | 1997  | Meira             | Galice      | Tirán             | Perillo           | Mecos               |
| LI      | 1998  | Luanco            | Asturies    | Orio              | Tirán             | Perillo             |
| LII     | 1999  | Santander         | Cantabrie   | Orio              | Astillero         | Amegrove            |
| LIII    | 2000  | Cangas do Morrazo | Galice      | Astillero         | Tirán             | Mecos               |
| LIV     | 2001  | Vigo              | Galice      | Castro            | Tirán             | Perillo             |
| LV      | 2002  | Gijón             | Asturies    | Astillero         | Mecos             | Castro              |
| LVI     | 2003  | Santander         | Cantabrie   | Astillero         | Pedreña           | Meira               |
| LVII    | 2004  | Castropol         | Asturies    | Astillero         | Cabo de Cruz      | Mecos               |
| LVIII   | 2005  | Vigo              | Galice      | Astillero         | Castro            | Pedreña             |
| LIX     | 2006  | Santander         | Cantabrie   | Astillero         | Amegrove          | Meira               |
| LX      | 2007  | Pedreña           | Cantabrie   | Urdaibai          | Hondarribia       | Pedreña             |
| LXI     | 2008  | Castro-Urdiales   | Cantabrie   | Astillero         | Urdaibai          | Hondarribia         |
| LXII    | 2009  | Vilaxoan          | Galice      | Kaiku             | Pedreña           | Astillero           |
| LXIII   | 2010  | Pedreña           | Cantabrie   | Kaiku             | Castro            | Tirán               |

## Médaillés
| N° | Équipe               |    |    |    | Total |
| -- | -------------------- | -- | -- | -- | ----- |
| 1  | Orio                 | 15 | 8  | 3  | 26    |
| 2  | Astillero            | 8  | 4  | 5  | 17    |
| 3  | Pedreña              | 8  | 3  | 3  | 14    |
| 4  | Pasajes San Juan     | 6  | 2  | 3  | 11    |
| 5  | Kaiku                | 5  | 1  | 5  | 11    |
| 6  | Pasajes de San Pedro | 4  | 2  |    | 6     |
| 7  | Santurce             | 4  | 1  | 1  | 6     |
| 8  | Tirán                | 3  | 3  | 3  | 9     |
| 9  | Zumaia               | 3  | 3  |    | 6     |
| 10 | Lasarte              | 1  | 7  | 1  | 9     |
| 11 | Castro               | 1  | 2  | 4  | 7     |
| 12 | Zierbena             | 1  | 2  |    | 3     |
| 13 | Moaña                | 1  | 1  | 4  | 6     |
| 14 | Urdaibai             | 1  | 1  |    | 2     |
| 15 | Saint-Sébastien      | 1  |    | 1  | 2     |
| 16 | Arraun Lagunak       | 1  |    | 1  | 2     |
| 17 | Iberia               |    | 8  | 2  | 10    |
| 18 | Fontarrabie          |    | 3  | 2  | 5     |
| 19 | Meira                |    | 2  | 7  | 9     |
| 20 | Mécos                |    | 1  | 3  | 4     |
| 21 | La Corogne           |    | 1  | 2  | 3     |
| 22 | Perillo              |    | 1  | 2  | 3     |
| 23 | Nalón                |    | 1  | 2  | 3     |
| 24 | Amegrove             |    | 1  | 2  | 3     |
| 25 | Peñacastillo         |    | 1  |    | 1     |
| 26 | Ed.-Des Bizkaia      |    | 1  |    | 1     |
| 27 | Parameiras           |    | 1  |    | 1     |
| 28 | Cabo de Cruz         |    | 1  |    | 1     |
| 29 | Jaizkibel            |    | 1  |    | 1     |
| 30 | Santander            |    |    | 1  | 1     |
| 31 | Donibaneko           |    |    | 1  | 1     |
| 32 | Hernani              |    |    | 1  | 1     |
| 33 | Redes                |    |    | 1  | 1     |
| 34 | Algorta              |    |    | 1  | 1     |
|    |                      | 63 | 63 | 61 | 187   |

| N° | Comunidad   |    |    |    | Total |
| -- | ----------- | -- | -- | -- | ----- |
| 1  | Pays basque | 42 | 40 | 22 | 113   |
| 2  | Cantabrie   | 17 | 10 | 13 | 40    |
| 3  | Galice      | 4  | 12 | 24 | 31    |
| 4  | Asturies    |    | 1  | 2  | 3     |
|    |             | 63 | 63 | 61 | 187   |

### Source
- (es)/(eu) Cet article est partiellement ou en totalité issu des articles intitulés en espagnol « Campeonato de España de Traineras » (voir la liste des auteurs) et en basque « Espainiako Traineru Txapelketa » (voir la liste des auteurs).